# ダーラナ県

ダーラナ県
Dalarnas län

ダーラナ県（ダーラナけん、Dalarnas län）は、スウェーデンの県の一つで、略号はW。県庁所在地はファールン市。1997年まではコッパルベリ県(Kopparbergs län)の名称でよばれていた。

## 概要
県の面積は2万8189平方キロメートルで、2017年現在の人口は28万5184人。西の県境で、隣国ノルウェーと接する。県中央部には風光明媚なことで知られるクレーター湖のシリヤン湖を抱える。県は全体的に見てスウェーデンの原初的風景を残していることから、しばしば「スウェーデンのハート」とよばれる。1523年のスウェーデン独立戦争は、この地から始まった。2008年4月、この原初的風景を色濃く残す森林において世界最古となる推定樹齢9550年のトウヒ類（マツ科の常緑針葉樹）を発見したと、同国のウメオ大学の研究グループが発表した。
県庁所在地のファールンは良質の銅を産出する銅鉱山でも知られる。銅の産出時に得られる赤い染料は全国で家屋を塗る塗料として利用されたため、スウェーデンの伝統的な木造建築は壁が赤い（赤銅色）場合が多い。銅の他にも県内では銀や亜鉛を産出していた。しかし、県の主要産業である多くの鉱山が閉山したために、県の経済はこの10年間低調である。鉱山業の他には産業として林業が県の主要産業の一つである。名物玩具のダーラヘストはこれらの背景を元に生まれた。
県南東部のボーレンゲ(Borlänge)は国内のスキーのメッカとして有名で、毎冬ストックホルムやヨーテボリのような大都市から大勢のスキー客が訪れる。シーズン中はスウェーデン鉄道(SJ)がわざわざ大都市からボーレンゲ行きの寝台車を仕立てる程である。
ダーラナ大学（国立）が県内のボーレンゲ(Borlänge)とファールン(Falun)の2市にキャンパスを持っている。

## 市
ダーラナ県には15の市がある。
- アヴェスタ (Avesta)
- ボーレンゲ (Borlänge)
- ファールン (Falun)
- ガグネーフ (Gagnef)
- ヘデモーラ (Hedemora)
- レクサンド (Leksand)
- ルドヴィーキャ (Ludvika)
- マールン (Malung)
- ムーラ (Mora)
- オーシャ (Orsa)
- レットヴィーク (Rättvik)
- スメージェバッケン (Smedjebacken)
- セーテル (Säter)
- ヴァンスブロー (Vansbro)
- エルヴダーレン (Älvdalen)

|                        |
| ダーラナ県下の市の位置 |

## 註
1. ↑  SCB, Befolkningsstatistik 31 december 2010
2. ↑  時事ドットコム、2008年4月19日